# یوجین
اوژِن و یوجین، (به یونانی: εὐγενής): اِوگِنیوس، تلفظ‌های به ترتیب فرانسوی و انگلیسیِ یک نام مردانهٔ یونانی اند که امروزه در فرهنگ‌های مختلف، با تغییراتی در املای کلمه و تلفظ یونانی آن، استفاده می‌شود.
- اوژنیوس یکم، یکی از پاپ‌های کلیسای کاتولیک رم
- اوژن دوم، یکی از پاپ‌های کلیسای کاتولیک رم
- اوژن سوم، یکی از پاپ‌های کلیسای کاتولیک رم
- اوژن چهارم، یکی از پاپ‌های کلیسای کاتولیک رم
- پیوس دوازدهم، یکی از پاپ‌های کلیسای کاتولیک رم
- اوژن ساووا، نظامی فرانسوی
- جین هکمن، بازیگر آمریکایی
- جین کلی، بازیگر، خواننده و رقاص آمریکایی
- یوجین لوی، بازیگر کانادایی
- جین رادنبری، فیلم‌نامه‌نویس و تهیه‌کننده آمریکایی
- جین وایلدر، بازیگر آمریکایی
- جین اتری، خواننده، بازیگر و تاجر آمریکایی
- جین کروپا، نوازنده آمریکایی
- ژان سیبلیوس، آهنگساز فنلاندی
- جن سیمونز، نوازنده اسرائیلی-آمریکایی
- اوژن ایزایی، نوازنده بلژیکی
- اوژن یونسکو، نمایشنامه‌نویس رومانیایی-فرانسوی
- اوژن لابیش، نویسنده و روزنامه‌نگار فرانسوی
- یوجنیو مونتاله، شاعر ایتالیایی
- یوجین اونیل، نمایشنامه‌نویس آمریکایی
- اوژن کاریر، نمادگرای فرانسوی
- اوژن دولاکروا، نقاش فرانسوی
- یوجین دبس، جامعه‌شناس آمریکایی
- یوجین مک‌کارتی، سناتور آمریکایی اهل ایالت مینه‌سوتا
- اویگن ساندو، بدنساز آلمانی
- اویگن بوم فون باورک، اقتصاددان اتریشی
- یوجین سرنان، فضانورد آمریکایی
- اویگن گلدشتاین، فیزیک‌دان آلمانی
- اوژن پیکله، فیزیک‌دان فرانسوی
- یوجین مرل شومیکر، ستاره‌شناس و زمین‌شناس آمریکایی
- اچ اوژن استنلی، فیزیک‌دان آمریکایی
- یوجین ویگنر، فیزیک‌دان مجاری-آمریکایی و برنده جایزه نوبل فیزیک ۱۹۶۳ (میلادی)
- یوگنی آنگین، رمانی از الکساندر پوشکین
- ایگنیو گارزا لاگورا، تاجر مکزیکی